# سینوس پروانه‌ای‌آهیانه‌ای
سینوس پروانه‌ای‌آهیانه‌ای (انگلیسی: Sphenoparietal sinus) جفتی از سینوس‌های سیاهرگی سخت‌شامه است که در امتداد لبهٔ پشتی بال کوچک استخوان پروانه‌ای هر یک از استخوان‌های پروانه‌ای قرار دارد. این سینوس به سینوس غاری تخلیه می‌شود.

## کالبدشناسی
سینوس پروانه‌ای‌آهیانه‌ای در زیر هر یک از بال‌های کوچک استخوان پروانه‌ای و نزدیک لبهٔ پشتی این استخوان جای دارد، و بین حفرهٔ جمجمه‌ای پیشین و حفرهٔ جمجمه‌ای میانی قرار گرفته است. این سینوس در بخش پیشین سینوس غاری تخلیه می‌شود.

### شاخه‌ها
سینوس پروانه‌ای‌آهیانه‌ای، سیاهرگ‌های کوچکی را از سخت‌شامهٔ مجاور دریافت می‌کند و گاه شاخهٔ پیشانی سیاهرگ مننژی میانی، شاخه‌های پیوندی از سیاهرگ مغزی میانی سطحی، سیاهرگ‌های مغزی، و سیاهرگ‌های دیپلوئیک گیجگاهی پیشین را نیز دریافت می‌کند.

## تصاویر بیشتر

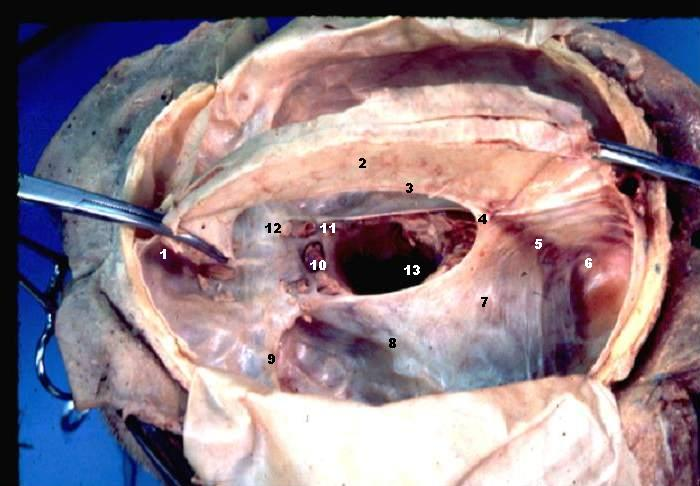
سخت‌شامهٔ مغز انسان (بازتاب‌ها)